# Kayane
Kayane, właśc. Marie-Laure Norindr (ur. 17 czerwca 1991 w Paryżu) – francuska zawodniczka e-sportowa laoskiego i wietnamskiego pochodzenia, specjalizująca się w komputerowych bijatykach. Jest wśród kobiet światową rekordzistką pod względem liczby zajętych miejsc od 1. do 3. w turniejach bijatyk. Jest także prezenterką telewizyjną.

## Życiorys

### Młodość i edukacja
Urodziła się 17 czerwca 1991 w Paryżu jako Marie-Laure Norindr. Jej rodzice pochodzą z Wietnamu i Laosu. Mieszkała w Argenteuil. Studiowała ekonomię.

### Kariera zawodowej graczki
Gdy miała 8 lat, pod wpływem braci starszych od niej o 7 i 11 lat, zaczęła grać w Tekkena, Soulcalibura i Dead or Alive. Z czasem zaczęła pokonywać osoby starsze od siebie. W wieku 9 lat Norindr wzięła udział w swoim pierwszym turnieju gier komputerowych. Był to ogólnokrajowy francuski turniej Dead or Alive 2, w którym brały też udział osoby dorosłe. Norindr zajęła drugie miejsce.
Z czasem została zawodową graczką i częstą uczestniczką turniejów gier komputerowych. Przyjęła pseudonim Kayane, który jest połączeniem imion Kasumi i Ayane z serii gier Dead or Alive. Specjalizuje się w grach z gatunku bijatyki. Jej ulubione gry to Soulcalibur i Street Fighter. Jak sama przyznaje, ćwiczy od jednej do dwóch godzin dziennie i przed każdym turniejem analizuje taktyki potencjalnych przeciwników. Wielokrotnie pełniła rolę ambasadora różnych wydarzeń związanych z grami komputerowymi i kulturą geeków.
W 2012 została wpisana do Księgi rekordów Guinnessa jako kobieta z największą liczbą zajętych miejsc od 1. do 3. w turniejach bijatyk na całym świecie. W 2014, gdy nadal utrzymywała rekord, liczba ta wynosiła 48. Jest też pierwszą kobietą, która wygrała turniej Street Fightera.
Należała do drużyny e-sportowej LowLandLions Od 2011 była sponsorowana przez Mad Catz. W 2014 została członkiem drużyny Red Bulla. Jest pierwszą osobą z Francji w tej drużynie
Prowadzi program na kanale Game One poświęcony sportowi elektronicznemu.

### Życie prywatne
Prywatnie poza bijatykami lubi też grać w gry fabularne oraz trenować boks.